# Ottilie Moore
Ottilie Moore (asi 1900–1904 – asi 1974 ve Villefranche-sur-Mer; rodné příjmení Göbel) byla americká milionářka německého původu. Na začátku čtyřicátých let 20. století zachránila několik dětí z židovských rodin tím, že je odvezla do Spojených států amerických. Podporovala rovněž německou malířku Charlotte Salomon.

## Život
Narodila se v rodině německého velkouzenáře, "krále klobásek" Adolpha Goebelse.
Provdala se za amerického důstojníka.
Koncem třicátých let 20. století vlastnila vilu L'Ermitage ve Villefranche-sur-Mer nedaleko Nice. Zde poskytovala pomoc a azyl několika dětem židovského původu. První dívkou, které se ujala byla Valerie Kampf (rozená Page). Postupně zde žilo deset dětí. Dcera Ottilie Moore, synovec a osm dalších dětí, z nichž šest bylo židovského původu.
Poté, co nacistické Německo vtrhlo do Francie, začala se obávat o bezpečnost svých svěřenců. Proto koncem září 1941 všechny naložila do své dodávky Ford Station Wagon a odjela s nimi přes Španělsko do Portugalska. Po desetidenní cestě se nalodili na parník S.S. Excalibur a odjeli do New Yorku. Ve Spojených státech pak zajistila všem dětem vzdělání.

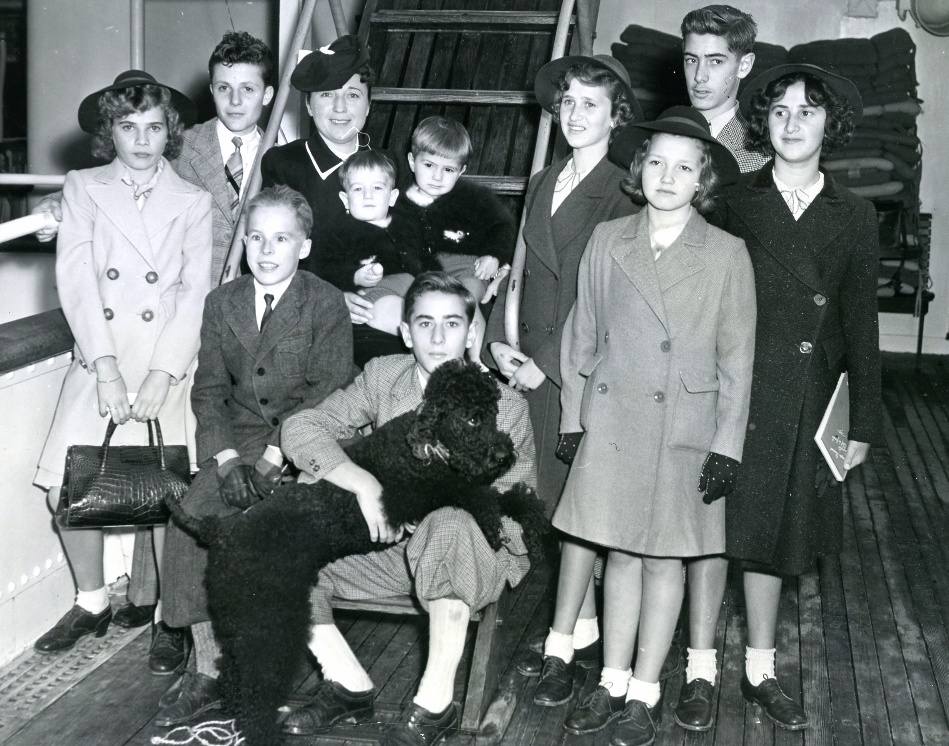
Ottilie Moore se svými svěřenci na palubě parníku Excalibur cestou z Evropy do New Yorku, 1941.
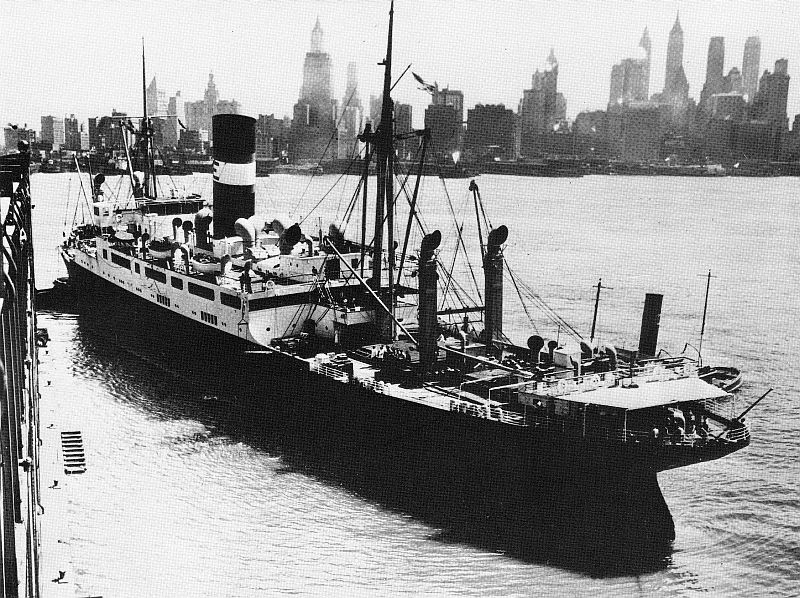
Parník Excalibur v newyorském přístavu.
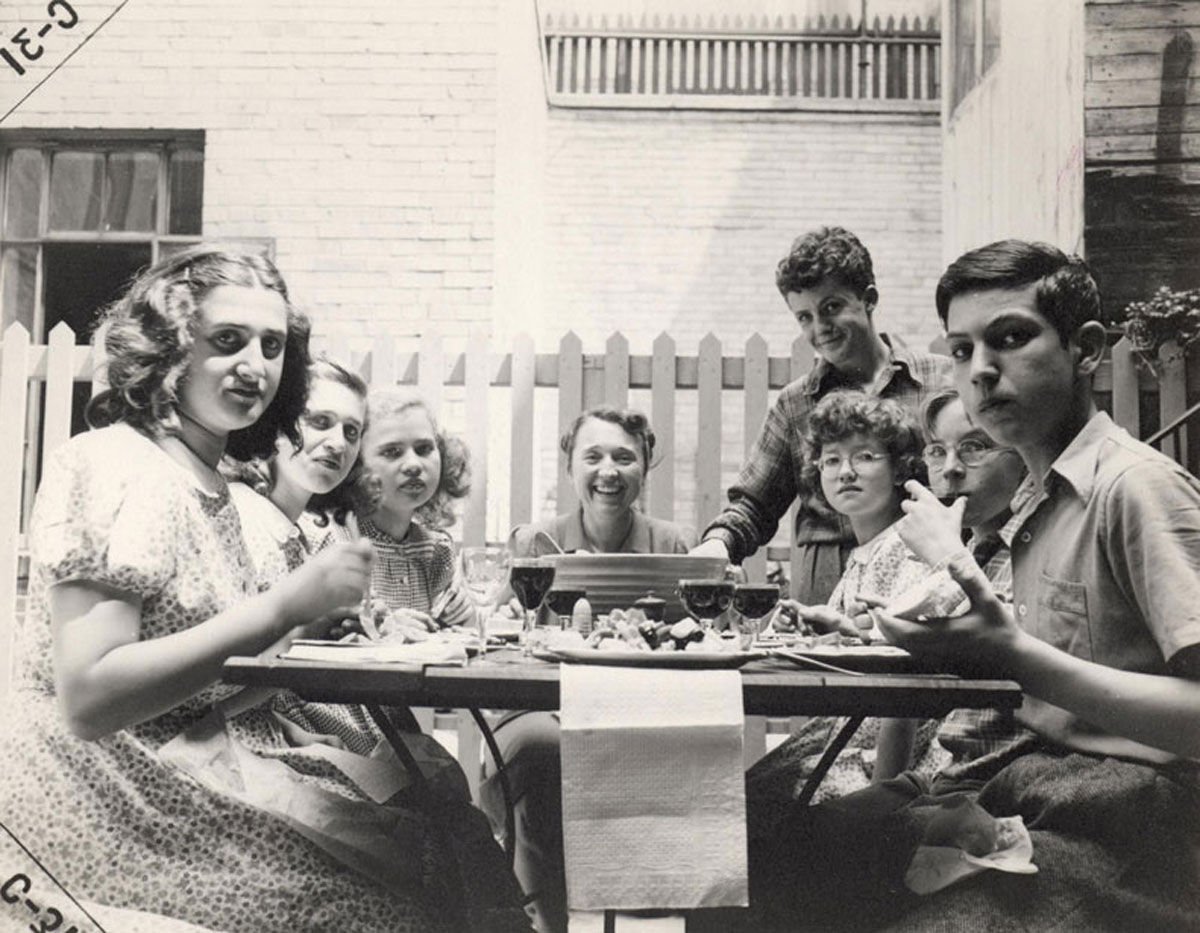
Ottilie Moore a její svěřenci v New Yorku, asi 1943-1944.

## Charlotte Salomon
Ottilie Moore poskytla také útočiště manželům Grunwaldovým z Berlína, ke kterým se v roce 1939 připojila jejich vnučka, malířka Charlotte Salomon. Ottilie Moore ji podporovala a zařídila prodej několika jejích obrazů a tím jí zajistila hmotnou nezávislost.
Charlotte pak prostřednictvím místního lékaře George Moridise poslala své mecenášce své nejvýznamnější dílo Život? nebo divadlo?, soubor téměř osmi set kvašů. Záhy byla odhalena a odvlečena do koncentračního tábora Auschwitz, kde byla zavražděna. Po skončení války Ottilie Moore předala toto dílo přeživším příslušníkům rodiny.

## Obraz v umění
O životě Ottilie Moore natočila v roce 2017 režisérka Dana Plays film The Story of Ottilie Moore.